# Freek de Weijer
Freek de Weijer (Berkel-Enschot, 30 ottobre 1995) è un pallavolista olandese, palleggiatore della Dynamo Apeldoorn.

## Carriera

### Club
La carriera di Freek de Weijer inizia nella stagione 2014-15 quando viene ingaggiato dalla Dynamo Apeldoorn, nella Eredivisie olandese. Per il campionato 2016-17 passa all'Orion, con cui vince la Coppa dei Paesi Bassi 2016-17; nella stagione 2018-19 torna nuovamente alla Dynamo Apeldoorn, sempre in Eredivisie, conquistando, in tre annate di permanenza, la coppa nazionale 2018-19 e due scudetti.
Nella stagione 2021-22 si trasferisce in Grecia, al Kīfisia, in Volley League, mentre in quella successiva difende i colori della You Energy, nella Superlega italiana, con cui vince la Coppa Italia. Ritornato al club di Apeldoorn nel campionato 2023-24, si aggiudica la Supercoppa olandese.

### Nazionale
Viene convocato nella nazionale olandese Under-20 nel 2014, mentre, l'anno successivo, è in quella Under-21.
Nel 2018 ottiene le prime convocazioni nella nazionale maggiore.

## Palmarès

### Club
- Campionato olandese: 2

2019-20, 2020-21
- Coppa dei Paesi Bassi: 2

2016-17, 2018-19
- Coppa Italia: 1

2022-23
- Supercoppa olandese: 1

2023